# البنت الحلوة الكدابة (فلم)
فيلم مصري درامي تم عرضه 1 يناير 1977 ومدة الفيلم 92 دقيقة من إخراج زكي صالح وتأليف: فيل ندا 

## قصة الفيلم
يتعرف الأصدقاء الثلاثة (عادل) قام بدوره الفنان محمود عبدالعزيز و (صلاح) قام بدوره الفنان سمير غانمو (فرج) قام بدوره الفنان سعيد صالح على (منى) قامت بدورها الفنانة نيللي تقيم الفتاة الجميلة في البنسيون الذي يقيمون به، يتقرب إليها الثلاثة شباب لكنها تميل إلى (عادل) وتعترف له بأنها متورطة في عمليات التهريب مع (باهر) الذي قام بدوره الفنان إبراهيم خان بسبب أن لديه دليل براءة أخيها من جريمة قتل متورط فيها، يقرر (عادل) وأصدقاؤه مساعدتها للخلاص من (باهر) وإثبات براءة شقيقها.

## طاقم العمل

### أبطال الفيلم
| اسم الممثل      | دوره                    |
| --------------- | ----------------------- |
| نيللي           | (منى)                   |
| محمود عبدالعزيز | (عادل)                  |
| سمير غانم       | (صلاح)                  |
| سعيد صالح       | (فرج)                   |
| إبراهيم سعفان   | (جلال زهرة)             |
| توفيق الدقن     | (بنفسه)                 |
| إبراهيم خان     | (باهر)                  |
| وجدي العربي     | {عصام]                  |
| فاروق فلوكس     | (سليم المنياوي)         |
| سعد منيب        | (محسن)                  |
| حسن حسين        | (المتحرش بسعاد)         |
| سمير ولي الدين  | (زبون البنسيون الصعيدي) |
| أديب الطرابلسي  | (الأستاذ حسني)          |
| سميحة محمد      | (سنية)                  |
| أميمة سليم      | (سعاد)                  |
| زيزي فريد       | (صديقة سيد)             |
| يحيى كامل       |                         |
| مختار السيد     | (ضابط المطار)           |
| مصطفى تونسي     | (نقيب سامي)             |
| حسن مصطفى علي   | (نقيب سامي)             |
| حسين عرعر       | (الجرسون)               |
| لوسي            | (راقصة)                 |

### صوت
| صوت             | دوره                |
| --------------- | ------------------- |
| جلال أمين       | (مسجل الحوار)       |
| تركي عبد الرحمن | (تسجيل الصوت)       |
| عباس بسيوني     | (مكساح)             |
| نصري عبدالنورض  | (كبير مهندسي الصوت) |
| نسيم فؤاد       | (م. صوت)            |

### إنتاج
| الإنتاج     | دوره        |
| ----------- | ----------- |
| غادة فيلم   | (الإنتاج)   |
| سيد إسماعيل | (منتج منفذ) |
| مجدي شعبان  | (م. إنتاج)  |
| يوسف عبيد   | (م. إنتاج)  |

### إخراج
| إخراج      | دوره            |
| ---------- | --------------- |
| زكي صالح   | (مخرج)          |
| جمال عمار  | (مخرج مساعد)    |
| أسامة فريد | (ملاحظ سيناريو) |

### ديكور
| ديكور           | دوره               |
| --------------- | ------------------ |
| عبد المنعم شكري | (مهندس الديكور)    |
| غادة فيلم       | (المناظر الداخلية) |
| حسين الشريف     | (منسق المناظر)     |

### معمل
| معمل                                                   | دوره               |
| ------------------------------------------------------ | ------------------ |
| مصر للإستوديوهات والإنتاج السينمائي (مصر للاستوديوهات) | (الطبع والتحميض)   |
| سعد عبد الرحمن                                         | (مدير عام المعامل) |
| ماجد موسى                                              | (مصحح الألوان)     |

### مكياج
| مكياج          | دوره     |
| -------------- | -------- |
| عبد الوهاب قطب | (ماكيير) |
| فاروق عامرض    | (كوافير) |

### أدوار متعددة
| أدوار متعددة | دوره                 |
| ------------ | -------------------- |
| فيصل ندا     | (قصة وسيناريو وحوار) |
| الشحري       | (المقدمة)            |
| غادة فيلم    | (موزع)               |
| حسين بكر     | (مصور فوتوغرافيا)    |
| جلال زهرة    | (ريجيسير)            |

## وصلات خارجية
- مقالات تستعمل روابط فنية بلا صلة مع ويكي بيانات
- البنت الحلوة الكدابة على موقع كاروهات
- البنت الحلوة الكدابة على موقع الدهليز
- البنت الحلوة الكدابة على موقع شاهد فور
- البنت الحلوة الكدابة على موقع عبد واب
- البنت الحلوة الكدابة على موقع نجومي
- البنت الحلوة الكدابة على موقع دندنها
- البنت الحلوة الكدابة على موقع حياتي
- البنت الحلوة الكدابة على موقع سمعها